# Anisodes ordinata
Anisodes ordinata är en fjärilsart som beskrevs av Walker 1862. Anisodes ordinata ingår i släktet Anisodes och familjen mätare. Inga underarter finns listade i Catalogue of Life.

## Bildgalleri

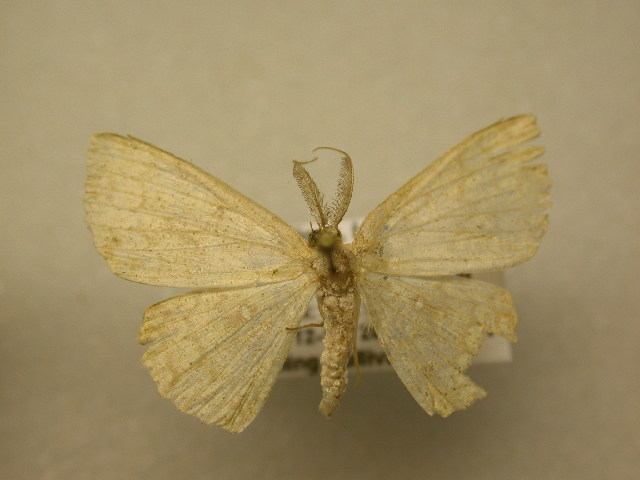
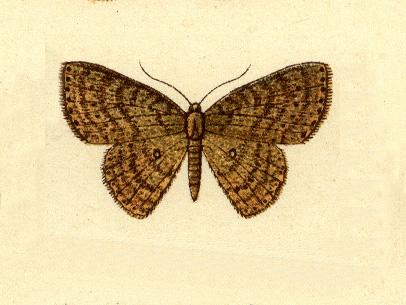
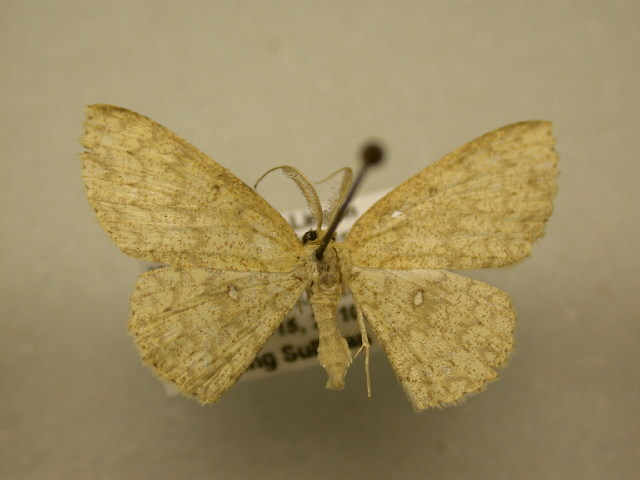
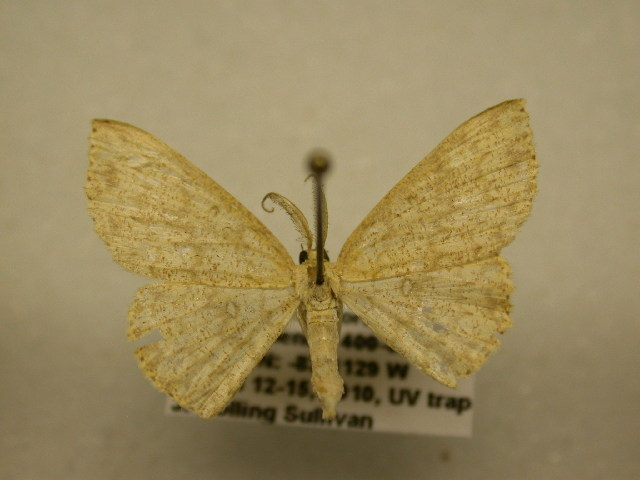
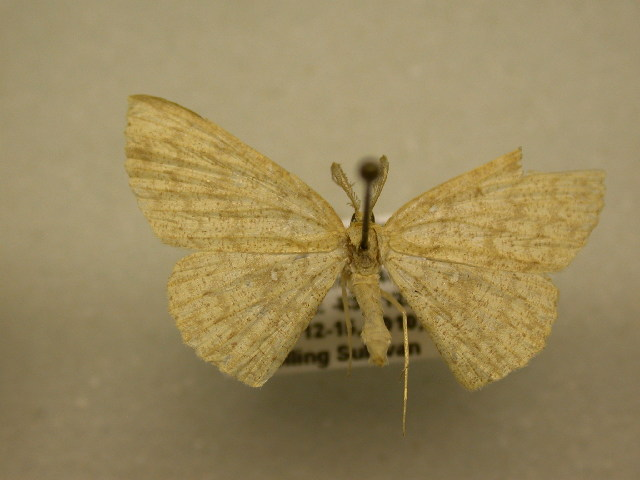